# 热尔曼站
热尔曼站，是法国的一个铁路车站，位于法国马恩省的热尔曼市镇范围内。

## 位置
热尔曼站位于热尔曼北部，埃佩尔奈-兰斯铁路正线上，距离热尔曼城区大约2公里。车站大致呈南北走向，开口朝西。

## 车站概况
热尔曼站是一个铁路乘降所，没有任何人工售票窗口及自动售票机，乘客需上车后主动购票或使用通勤卡。经过热尔曼站的所有列车均经过兰斯站和埃佩尔奈站。
热尔曼站站内没有地下通道或天桥，前往上行方向站台（埃佩尔奈方向）的乘客需横穿铁路正线，因此该站存在一定的安全隐患。

## 车站历史
热尔曼站最初建于1849年，和埃佩尔奈-兰斯铁路同时投入使用。

## 停靠线路
以下列车线路在热尔曼站停靠：
| 热尔曼站列车线路表     |              |        |        |              |
| 线路                   | 车种         | 上一站 | 下一站 | 大致运行频率 |
| 香槟沙隆/埃佩尔奈—兰斯 | 法国大区列车 | 阿维奈 | 里伊山 | 每天4趟左右  |
| 1.                     |              |        |        |              |

## 配套交通

### 大巴车
热尔曼站对应的大巴车上下车地点位于车站西侧。当某条铁路线施工或罢工时，SNCF会提供途径该线路沿途站点的大巴车。

### 市内交通
热尔曼站附近没有任何城市公交线路。

## 临近车站
| 热尔曼站（Gare de Germaine） |                    |          |
| 上行车站                     | 线路               | 下行车站 |
| 阿维奈站                     | 埃佩尔奈－兰斯铁路 | 里伊山站 |